# Bombenanschläge auf die U-Bahn von Baku (1994)
Als Bombenexplosionen in der U-Bahn von Baku (Aserbaidschan) werden zwei Terroranschläge bezeichnet, die sich im März und Juli 1994 ereigneten. Diese forderten insgesamt 27 Tote und 91 Verletzte.

## Anschlag vom 19. März

### Ablauf
Am 19. März um 13 Uhr Ortszeit detonierte an der Bakuer U-Bahn-Station „20 Yanvar“ eine selbstgebastelte Zeitbombe, als der Metrozug an die Haltestelle heranfuhr. Der unter einem Sitz des vorderen Wagens deponierte Sprengsatz tötete insgesamt 14 Personen, darunter den unmittelbaren Attentäter Oktay Gurbanow. 49 Menschen wurden verletzt. Außerdem kam es zu erheblichem Sachschaden. Der vordere Teil des Schienenfahrzeugs wurde komplett zerstört, und das Dach der Station war teilweise eingestürzt. Der U-Bahn-Betrieb wurde vorübergehend eingestellt. Unter den Opfern befand sich der prominente aserbaidschanische Volkskünstler Rafiq Babajew, der seinen Arbeitsplatz in der Nähe hatte.

#### Ermittlungen
Der Präsident Aserbaidschans Heydər Əliyev (1923–2003) erließ im selben Jahr ein Dekret über die Errichtung einer staatlichen Kommission zur Untersuchung des Attentats. Als Haupttatverdächtige wurden die Mitglieder der separatistischen Lesgischen Nationalen Bewegung „Sadwal“ festgenommen. Offiziellen Ermittlungen zufolge hätten die Organisatoren und Vollstrecker direkte Verbindungen zu armenischen Geheimdienstinstanzen gehabt und sollen zur Ausführung des Terrorakts in Armenien ausgebildet worden sein. Wegen des Terrorfalls wurden insgesamt elf Personen schuldig gesprochen. Während zwei Angeklagte zum Tode verurteilt wurden, bekamen weitere Freiheitsstrafen unterschiedlicher Dauer.

## Juli-Attentat

### Chronik der Ereignisse
Am 3. Juli 1994 ereignete sich eine zweite Detonation in der Bakuer U-Bahn. Um 8:30 Uhr ging im zweiten Wagen des Zuges eine Bombe hoch, als die Maschine von der U-Bahn-Station „28 May“ in Richtung „Gənclik“ aufbrach und nur noch 500 Meter von der Zielhaltestelle entfernt war. Nach der Explosion gingen mehrere Waggons in Flammen auf. Neben 13 Toten gab es 58 Verletzte.

#### Ermittlungen
Als Täter, der den Sprengstoff im Wagen platziert hatte, wurde der aserbaidschanische Staatsbürger Aser Aslanow identifiziert und in Moskau verhaftet. Am 29. Mai 1997 erfolgte seine Auslieferung nach Aserbaidschan. In Untersuchungshaft gab Aslanow 1998 an, während seiner Zeit in armenischer Gefangenschaft den Anweisungen des Schriftstellers, Publizisten und eines der ideologischen Wegbereiter des armenischen Separatismus in Berg-Karabach Zori Balayan gefolgt zu sein, um seine in Armenien gefangen gehaltene Mutter befreien zu lassen. Letzterer soll laut staatlichen Ermittlungen der eigentliche Drahtzieher des Juli-Anschlags gewesen sein. Bezogen auf Aslanows Aussagen wurde ein Strafverfahren gegen Balayan eingeleitet. 1999 stellte Interpol auf Grundlage der von der Generalstaatsanwaltschaft Aserbaidschans vorgelegten Beweismaterialien einen internationalen Haftbefehl gegen den armenischen Publizisten aus, wobei dieser als Schwerverbrecher aufgelistet wurde. 2001 wurde die Suche auf Anfrage der armenischen Seite aufgrund des „politisch motivierten Charakters“ des Falls eingestellt und Balayan von der Interpol-Fahndungsliste gestrichen. Im Mai 2005 wurde Balayan während einer Schifffahrt in Brindisi (Süditalien) für fünf Stunden polizeilich festgehalten, jedoch wieder freigelassen.
Staatliche Ermittlungen ergaben zudem, dass Oberst Karen Bagdasarjan und Hauptmann Seyran Sarkisjan, beide Mitarbeiter der armenischen Geheimdienstorgane, in das Juli-Attentat von 1994 direkt involviert gewesen wären und Aslanow zur Ausübung des Terrorakts in Armenien ausgebildet hätten. Für den Attentäter selbst lautete das Gerichtsurteil „lebenslänglich“.
Im Zusammenhang mit der Vorbereitung des Juli-Anschlags wurden im Juli 1994 russische Staatsbürger Kamo Fjodorowitsch Saakow, ein ethnischer Armenier, seine Frau Irina Saakowa sowie Anatoly Iltschuk inhaftiert. Zwei Monate später verurteilte ein Bakuer Bezirksgericht Saakow zur lebenslangen Haftstrafe. Iltschuk bekam wegen illegalen Erwerb, Besitz und Aufbewahrung von Waffen 15 Jahre Freiheitsstrafe.